# John P. Ryan
John Patrick Ryan, född 30 juli 1936 i New York, New York, död 20 mars 2007 i Los Angeles, Kalifornien, var en amerikansk skådespelare.

## Filmografi i urval
- 1970 – Five Easy Pieces
- 1972 – Kungen av Marvin Gardens
- 1973 – McCoy - fräck som fan
- 1974 – Det lever
- 1976 – Missouri Breaks
- 1978 – Det lever igen
- 1981 – Postmannen ringer alltid två gånger
- 1985 – Runaway Train
- 1993 – Batman möter mörkrets hämnare (röst)
- 1996 – Bound